# ويلهلم ثيودور سودربرغ
ويلهلم ثيودور سودربرغ (بالسويدية: Wilhelm Theodor Söderberg)‏ هو عازف الأرغن وملحن سويدي، ولد في 6 أكتوبر 1845 في Össeby-Garn ‏ في السويد، وتوفي في 1 نوفمبر 1922 في Karlshamn ‏ في السويد.

## وصلات خارجية
- ويلهلم ثيودور سودربرغ على موقع ميوزك برينز (الإنجليزية)